# Épisodes de Top Gear

Les épisodes de l'émission Top Gear, produite par la BBC, étaient, en date du 8 mars 2015, au nombre de 176 répartis sur 22 saisons. L'émission, d'une durée d'environ une heure, était présentée par Jeremy Clarkson, Richard Hammond, James May et Le Stig. Le spécialiste des voitures d'occasion Jason Dawe était coprésentateur lors de la première saison, mais fut remplacé par James May lors de la seconde saison.
En plus des épisodes « réguliers », on compte neuf épisodes spéciaux tournés à chaque fois dans un certain pays ou une certaine région du monde : États-Unis (saison 9), Botswana (saison 10), Vietnam (saison 12), Bolivie (saison 14), Moyen-Orient (saison 16), Inde (saison 18), Afrique (saison 19), Birmanie (saison 21) et Patagonie (saison 22) ; et deux épisodes hors-saison Top Gear Winter Olympics et Top Gear: Polar Special. En plus, deux courts épisodes de bienfaisance ont été produits : Top Gear of the Pops (pour le « Red Nose Day »), et Top Ground Gear Force (pour Sport Relief). Ces deux épisodes ne figurent pas dans le décompte officiel des épisodes.
À la suite du renvoi de Jeremy Clarkson et de la démission de Richard Hammond et de James May, la série perdit la moitié des téléspectateurs (5 millions au départ, ils ne sont aujourd’hui plus que 2 millions).
La plupart de ces téléspectateurs partirent vers Amazon Prime Video, plateforme sur laquelle les trois ex-présentateurs ont lancé leur nouvelle émission : The Grand Tour.

## Résumé
| Saison | Saison | Épisodes | Début de la diffusion d'origine | Fin de la diffusion d'origine | Sortie en DVD |
| ------ | ------ | -------- | ------------------------------- | ----------------------------- | ------------- |
|        | 1      | 10       | 20 octobre 2002                 | 29 décembre 2002              |               |
|        | 2      | 10       | 11 mai 2003                     | 20 juillet 2003               |               |
|        | 3      | 9        | 26 octobre 2003                 | 28 décembre 2003              |               |
|        | 4      | 10       | 9 mai 2004                      | 1er août 2004                 |               |
|        | 5      | 9        | 24 octobre 2004                 | 26 décembre 2004              |               |
|        | 6      | 11       | 22 mai 2005                     | 7 août 2005                   |               |
|        | 7      | 6        | 13 novembre 2005                | 31 décembre 2005              |               |
|        | 8      | 8        | 7 mai 2006                      | 30 juillet 2006               |               |
|        | 9      | 6        | 28 janvier 2007                 | 4 mars 2007                   |               |
|        | 10     | 10       | 7 octobre 2007                  | 23 décembre 2007              | Octobre 2010  |
|        | 11     | 6        | 22 juin 2008                    | 27 juillet 2008               | Avril 2011    |
|        | 12     | 8        | 2 novembre 2008                 | 28 décembre 2008              |               |
|        | 13     | 7        | 21 juin 2009                    | 2 août 2009                   | août 2011     |
|        | 14     | 7        | 15 novembre 2009                | 3 janvier 2010                |               |
|        | 15     | 6        | 27 juin 2010                    | 1er août 2010                 |               |
|        | 16     | 6        | 23 janvier 2011                 | 27 février 2011               |               |
|        | 17     | 6        | 26 juin 2011                    | 31 juillet 2011               |               |
|        | 18     | 7        | 28 décembre 2011                | 1er mars 2012                 |               |
|        | 19     | 7        | 27 janvier 2013                 | 10 mars 2013                  |               |
|        | 20     | 6        | 30 juin 2013                    | 4 août 2013                   |               |
|        | 21     | 7        | 2 février 2014                  | 16 mars 2014                  |               |
|        | 22     | 8        | 27 décembre 2014                | 28 juin 2015                  |               |
|        | 23     | 6        | 29 mai 2016                     | 4 juillet 2016                |               |
|        | 24     | 7        | 5 mars 2017                     | 23 avril 2017                 |               |
|        | 25     | 6        | 11 avril 2018                   | 25 avril 2018                 |               |
|        | 26     | 5        | 2019                            |                               |               |
|        | 27     | 6        |                                 |                               |               |
|        | 28     | 6        |                                 |                               |               |
|        | 29     | 6        | 2021                            |                               |               |
|        | 30     | 8        |                                 |                               |               |
|        | 31     | 8        |                                 |                               |               |

## Épisodes

### Saison 1
| #  | Total | Titre                | Évaluations | Challenges                                                                         | Invités               | Diffusion originale |
| -- | ----- | -------------------- | --- | ---------------------------------------------------------------------------------- | --------------------- | ------------------- |
| 1  | 1     | Saison 1, épisode 1  | Citroën Berlingo • Pagani Zonda • Lamborghini Murciélago • Mazda 6                                             | Vitesse au-delà de laquelle les radars automatiques ne détectent pas les voitures. | Harry Enfield         | 20 octobre 2002     |
| 2  | 2     | Saison 1, épisode 2  | Ford Focus RS • Noble M12 GTO                                                                                  | Nombre de motos au-dessus desquels un bus peut sauter.                             | Jay Kay               | 27 octobre 2002     |
| 3  | 3     | Saison 1, épisode 3  | Mini One • Toyota Yaris Verso • Citroën DS • Westfield XTR2 • Aston Martin DB7                                 | « Mamies » faisant des donuts en Honda S2000.                                      | Ross Kemp             | 3 novembre 2002     |
| 4  | 4     | Saison 1, épisode 4  | Aston Martin Vanquish • Ferrari 575M Maranello • Nissan Skyline R34 GT-R                                       | Berline familiale / Formula Un.                                                    | Steve Coogan          | 10 novembre 2002    |
| 5  | 5     | Saison 1, épisode 5  | Mercedes-Benz S-Class • Audi A8 • Maybach 62 • Bentley Arnage                                                  | Transformer une voiture en voiture pour James Bond.                                | Jonathan Ross         | 17 novembre 2002    |
| 6  | 6     | Saison 1, épisode 6  | Renault Vel Satis • BMW Z4 • Mercedes-Benz SL55 AMG • Honda NSX Type R                                         | « Mamies » faisant des stationnements au frein à main.                             | Tara Palmer-Tomkinson | 24 novembre 2002    |
| 7  | 7     | Saison 1, épisode 7  | Saab 9-3 • Lotus Elise 111S                                                                                    | La foi la plus rapide (première partie).                                           | Rick Parfitt          | 1er décembre 2002   |
| 8  | 8     | Saison 1, épisode 8  | Audi RS6 • Mercedes-Benz E55 AMG • Maserati Coupé • Ford Fiesta Citroën C3 • Honda Jazz • Nissan Micra • MG ZR | Une Lada Riva est modifiée par Lotus • Le conducteur de van blanc le plus rapide.  | Sir Michael Gambon    | 8 décembre 2002     |
| 9  | 9     | Saison 1, épisode 9  | Volvo XC90 • Subaru Forester • VW Golf R32 • Honda Civic Type R Toyota Land Cruiser                            | Alléger une Jaguar XJS.                                                            | Gordon Ramsay         | 22 décembre 2002    |
| 10 | 10    | Saison 1, épisode 10 | Range Rover • Lotus Esprit • Nissan Primera • TVR T350C                                                        | La foi la plus rapide (deuxième partie).                                           | Aucun                 | 29 décembre 2002    |

### Saison 2
| #  | Total | Titre                | Évaluations                                                                                           | Challenge                                                                               | Invités          | Diffusion originale |
| -- | ----- | -------------------- | --- | --------------------------------------------------------------------------------------- | ---------------- | ------------------- |
| 1  | 11    | Saison 2, épisode 1  | Smart Roadster • Volkswagen Beetle Cabriolet • Bowler Wildcat (en) • Bentley T2                       | Le moteur-fusée d'un dragster incinère une Nissan Sunny.                                | Vinnie Jones     | 11 mai 2003         |
| 2  | 12    | Saison 2, épisode 2  | Rolls-Royce Phantom • Rover P5 • BMW M3 • Audi S4                                                     | Le parti politique le plus rapide.                                                      | Jamie Oliver     | 18 mai 2003         |
| 3  | 13    | Saison 2, épisode 3  | Volkswagen Touareg • Lexus SC430 • Hyundai Coupé • BMW Z8 • Perodua Kelisa                            | Le pays à la supercar la plus rapide.                                                   | David Soul       | 25 mai 2003         |
| 4  | 14    | Saison 2, épisode 4  | Jaguar R Coupe • Jaguar XKR-R • Aston Martin DB7 GT                                                   | Quelle distance peut-on parcourir avant de s'ennuyer au volant d'une Mark 3 Jaguar XJR. | Boris Johnson    | 1er juin 2003       |
| 5  | 15    | Saison 2, épisode 5  | Porsche 996 Turbo • Ford Street Ka •Triumph TR6 • Renault Clio V6                                     | Équipe de mécaniciens de rallye vs. des femmes se préparant pour une soirée.            | Anne Robinson    | 8 juin 2003         |
| 6  | 16    | Saison 2, épisode 6  | Subaru Impreza WRX STI • Mitsubishi Lancer Evolution VIII • Opel VX220 Turbo Peugeot 206 GTI          | Record de vitesse d'une caravane, meilleure voiture de tous les temps : Fiat 500.       | Richard Whiteley | 15 juin 2003        |
| 7  | 17    | Saison 2, épisode 7  | Koenigsegg CC8S • Renault Megane • Hummer H1 • Hummer H2                                              | Crash-test d'une Mégane avec un vrai conducteur.                                        | Neil Morrisey    | 22 juin 2003        |
| 8  | 18    | Saison 2, épisode 8  | Nissan 350Z • Alfa Romeo 147 GTA • Citroën C3 Pluriel • Mercedes-Benz CLK500 • Audi A4 Daihatsu Copen | La Course de l'univers, meilleure voiture de tous les temps : Citroën DS.               | Jodie Kidd       | 6 juillet 2003      |
| 9  | 19    | Saison 2, épisode 9  | Vandenbrink Carver (en) • Volvo S60 R • GM HyWire • Opel Signum                                       | Aucun                                                                                   | Patrick Stewart  | 13 juillet 2003     |
| 10 | 20    | Saison 2, épisode 10 | TVR 350C • Overfinch Range Rover • Cadillac Sixteen • Volkswagen Phaeton                              | Test de confiance du Land Rover.                                                        | Alan Davies      | 20 juillet 2003     |

### Saison 3
| # | Total | Titre               | Évaluations                                                                                                 | Challenges                                                                                                | Invités         | Diffusion originale |
| - | ----- | ------------------- | --- | --- | --------------- | ------------------- |
| 1 | 21    | Saison 3, épisode 1 | Ford GT • BMW Série 5 • Porsche 996 GT3                                                                     | La Volkswagen Lupo diesel peut-elle consommer moins de Litre au kilomètre que la version essence ?        | Martin Kemp     | 26 octobre 2003     |
| 2 | 22    | Saison 3, épisode 2 | BMW M3 CSL • BMW M1 • BMW M3 • BMW M5 • Porsche Boxster BMW Z4 • Honda S2000                                | Une Volvo 240 tente de sauter par-dessus quatre caravanes.                                                | Stephen Fry     | 2 novembre 2003     |
| 3 | 23    | Saison 3, épisode 3 | Bentley Continental GT • Subaru Legacy Outback • Saab 9-5                                                   | Saab 9-5 contre un BAE Sea Harrier Comment s'échapper d'une voiture qui coule ?                           | Rob Brydon      | 9 novembre 2003     |
| 4 | 24    | Saison 3, épisode 4 | Lamborghini Miura • Lamborghini Countach • Mini Cooper S • Lamborghini Gallardo                             | Aucun | Rich Hall       | 16 novembre 2003    |
| 5 | 25    | Saison 3, épisode 5 | Mazda RX-8 • Fiat Panda II                                                                                  | Le Toyota Hilux est-il vraiment indestructible ? Richard Hammond recherche de futur classique automobile. | Simon Cowell    | 23 novembre 2003    |
| 6 | 26    | Saison 3, épisode 6 | Citroën C2 • Aston Martin V8 Vantage (1977) • Holden Monaro                                                 | Le Toyota Hilux est-il vraiment indestructible ? – 2e partie                                              | Sanjeev Bhaskar | 7 décembre 2003     |
| 7 | 27    | Saison 3, épisode 7 | MG XPower SV • Porsche Cayenne Turbo • Mercedes-Benz SLR McLaren                                            | Quel professeur peut faire le meilleur burn-out ? Quelle est la meilleure voiture britannique ? BMW ?     | w Bremner       | 14 décembre 2003    |
| 8 | 28    | Saison 3, épisode 8 | Mercedes 280SL • Nissan Micra • Aston Martin Lagonda • Audi TT                                              | Top Gear Generation Game.                                                                                 | Johnny Vegas    | 21 décembre 2003    |
| 9 | 29    | Saison 3, épisode 9 | Chrysler Crossfire • Smart Roadster (Brabus V6 Bi-Turbo) • Jaguar XJ6 Honda Civic Type R • Honda NSX Type R | Top Gear Awards 2003                                                                                      | Carol Vorderman | 28 décembre 2003    |

### Saison 4
| #  | Total | Titre                | Évaluations                                                                                          | Challenges | Invités                                | Diffusion originale |
| -- | ----- | -------------------- | --- | --- | -------------------------------------- | ------------------- |
| 1  | 30    | Saison 4, épisode 1  | Lotus Exige • Rover CityRover • Aston Martin DB9                                                     | Course épique : Aston Martin DB9 contre TGV et Eurostar (train français) (De Londres à Monte-Carlo) Hélicoptère Apache contre Lotus Exige : peut-il la verrouiller (la viser) ?           | Fay Ripley (en)                        | 9 mai 2004          |
| 2  | 31    | Saison 4, épisode 2  | Mercedes-Benz SLR McLaren • Alfa Romeo 166 Cadillac Escalade • Ford FAB-1 (en)                       | Une nonne dans un monster truck • Richard Hammond se fait hypnotiser. | Paul McKenna                           | 16 mai 2004         |
| 3  | 32    | Saison 4, épisode 3  | Porsche 996 GT3 RS • Ferrari 360 Challenge Stradale 1968 Dodge Charger 440 R/T                       | Challenge automobile à £100.(Volvo 760 V6 GLE, Audi 80, Rover 416 GTi) | Jordan                                 | 23 mai 2004         |
| 4  | 33    | Saison 4, épisode 4  | Porsche Carrera GT • Audi A8 TDi V8 • Ford SportKa                                                   | May et Hammond jouent aux « car darts » Test d'endurance du V8 Diesel Audi A8 (De Londres à Édimbourg puis le retour avec un plein) Ford SportKa contre pigeons de course Evo contre STi. | Ronnie O'Sullivan                      | 30 mai 2004         |
| 5  | 34    | Saison 4, épisode 5  | MG ZT 260 • BMW 645Ci • Jaguar XK-R Porsche 996 Carrera 2 • Vauxhall Astra • Mazda 3 Volkswagen Golf | Coupés sports à Pendine Sands Une Volkswagen Golf est électrocutée (avec Hammond dedans).                                                                                                 | Johnny Vaughan • Denise Van Outen (en) | 6 juin 2004         |
| 6  | 35    | Saison 4, épisode 6  | Renault Clio RenaultSport • Jaguar XJS Cadillac CTS • Nissan Cube                                    | Peut-on conduire une voiture qui fonctionne aux excréments ? Hammond enquête. | Sir Terry Wogan                        | 11 juin 2004        |
| 7  | 36    | Saison 4, épisode 7  | Spyker C8 Spyder • Mercedes-Benz CL 65 AMG • Renault Scenic Ford C-MAX                               | Hammond et May teste un monospace en tant que conducteur de taxi non agréés. | Lionel Richie                          | 11 juillet 2004     |
| 8  | 37    | Saison 4, épisode 8  | Ford GT • Maserati Quattroporte                                                                      | Course Diesel contre essence Souffler des voitures en utilisant les réacteurs Boeing 747 Richard fait l'éloge du moteur du rover V8.                                                      | Martin Clunes                          | 18 juillet 2004     |
| 9  | 38    | Saison 4, épisode 9  | Fiat Barchetta • Mercedes-Benz SL600 • Mazda MX-5 Toyota MR2 • Jaguar X-Type Estate                  | May et Hammond recherche le meilleur roadster décapotable Pouvez vous descendre en parachute dans une voiture en mouvement ?                                                              | Sir Ranulph Fiennes                    | 25 juillet 2004     |
| 10 | 39    | Saison 4, épisode 10 | Peugeot 407 • Volvo V50 • BMW X3 • Chevrolet Corvette C6                                             | Hammond conduit une Peugeot 407 comme voiture de sécurité Voitures olympiques : saut en longueur.                                                                                         | Patrick Kielty                         | 1er août 2004       |

### Saison 5
| # | Total | Titre               | Évaluations | Challenges | Invités                               | Diffusion originale |
| - | ----- | ------------------- | --- | --- | ------------------------------------- | ------------------- |
| 1 | 40    | Saison 5, épisode 1 | Porsche 997 Carrera S • Holden/Vauxhall Monaro VX-R • Chrysler 300C • Jaguar S-Type R                                                      | Un camion de glace peut-il sauter par-dessus un château gonflable ? | Bill Bailey                           | 24 octobre 2004     |
| 2 | 41    | Saison 5, épisode 2 | Ford Focus • Vauxhall Astra • Volkswagen Golf • Jaguar XJ220 • Pagani Zonda • Ferrari Enzo • Ferrari F40 • McLaren F1 • Porsche Carrera GT | Un Mountainboarder contre une voiture de rallye | Geri Halliwell                        | 31 octobre 2004     |
| 3 | 42    | Saison 5, épisode 3 | Dodge Viper SRT-10 | Jeremy Clarkson essaye de conduire un Land Rover Discovery au sommet d'une montagne en Écosse Richard Hammond essaye de trouver la voiture la plus folle au monde.                                                                                                | Joanna Lumley                         | 7 novembre 2004     |
| 4 | 43    | Saison 5, épisode 4 | Pagani Zonda S Roadster • Aston Martin Vanquish S • Ferrari 575M GTC • Smart Forfour                                                       | 24 heures dans une Smart ForFour Jouer au conkers avec des caravanes. | Jimmy Carr • Steve Coogan             | 14 novembre 2004    |
| 5 | 44    | Saison 5, épisode 5 | Morgan Aero 8 GTN • Mercedes-Benz 300SL | Course de monospaces. Jeremy essaye de battre les 10 minutes autour du Nürburgring Nordschleife dans une voiture diesel. | Christian Slater                      | 21 novembre 2004    |
| 6 | 45    | Saison 5, épisode 6 | Volkswagen Golf V GTI | Combien de Porsche peut-on avoir pour 1 500 £ ? Porsche 924, Porsche 944, Porsche 928 Un aveugle fait un Tour Chrono. | Cliff Richard • Billy Baxter (en)     | 5 décembre 2004     |
| 7 | 46    | Saison 5, épisode 7 | Toyota Prius • Ford Mustang • Mitsubishi Lancer Evolution VIII MR FQ400                                                                    | Quel roadster est le meilleur ? (Porsche Boxster S contre Mercedes-Benz SLK 350) Top Gear Awards 2004 | Roger Daltrey                         | 12 décembre 2004    |
| 8 | 47    | Saison 5, épisode 8 | Ferrari 612 Scaglietti | Course épique : Ferrari 612 Scaglietti contre un Jet jusqu'à Verbier Showroom automobiles contre d'anciennes voitures de courses. Evo contre bobsleigh Le Stig essaye de faire un Tour Chrono inférieur à 1 minute autour de la piste d'essai dans une Renault F1 | Eddie Izzard                          | 19 décembre 2004    |
| 9 | 48    | Saison 5, épisode 9 | Ariel Atom • BMW Série 1 • Mercedes-Benz G55 AMG                                                                                           | Trouver une « perle » parmi une collection de voitures de l'anneau du Pacifique. | Trinny Woodall • Susannah Constantine | 26 décembre 2004    |

### Saison 6
| #  | Total | Titre                | Évaluations                                                                     | Challenges | Invités                     | Diffusion originale |
| -- | ----- | -------------------- | ------------------------------------------------------------------------------- | --- | --------------------------- | ------------------- |
| 1  | 49    | Saison 6, épisode 1  | Mercedes-Benz CLS55 AMG • Honda Element                                         | Football Toyota Aygo Range Rover Sport contre Challenger 2 | James Nesbitt               | 22 mai 2005         |
| 2  | 50    | Saison 6, épisode 2  | Maserati MC12                                                                   | Un coupé 2 portes pour moins de 1 500 £ qui n'est pas une Porsche. (Mitsubishi Starion, Jaguar XJS V12, BMW 635)                                              | Jack Dee                    | 29 mai 2005         |
| 3  | 51    | Saison 6, épisode 3  | Aston Martin DB9 Volante • Maserati Bora • Wiesmann MF 3 • TVR Tuscan Speed 6   | Clarkson ouvre une piscine publique dans une Rolls-Royce. | Christopher Eccleston       | 12 juin 2005        |
| 4  | 52    | Saison 6, épisode 4  | Cadillac CTS-V • Renault Modus • Honda Jazz • Peugeot 1007 • BMW 320d           | Les mamans des présentateurs de Top Gear aident à évaluer des voitures. Une limousine peut-elle sauter par-dessus une fête de mariage ?                       | Omid Djalili                | 19 juin 2005        |
| 5  | 53    | Saison 6, épisode 5  | Aston Martin DB5 • Jaguar E-Type • Nissan Murano • Maserati Coupé               | Clarkson se fait tirer dessus par des snipers au volant d'une Porsche Boxster S et de la Mercedes-Benz SLK 55 AMG.                                            | Damon Hill                  | 26 juin 2005        |
| 6  | 54    | Saison 6, épisode 6  | Aston Martin DBR9 • Mercedes-Benz SLR McLaren                                   | Course épique : Mercedes-Benz SLR McLaren contre un bateau. Londres (Royaume-Uni) à Oslo (Norvège).                                                           | David Dimbleby              | 3 juillet 2005      |
| 7  | 55    | Saison 6, épisode 7  | TVR Sagaris                                                                     | Fiat Panda contre un marathonien. Sabine Schmitz essaye de battre le temps de 10 minutes autour du Nürburgring dans un van Ford Transit.                      | Justin Hawkins              | 10 juillet 2005     |
| 8  | 56    | Saison 6, épisode 8  | Ferrari F430 • Audi TT • Nissan 350Z • Chrysler Crossfire                       | Versions décapotables des coupés en Islande. | Tim Rice                    | 17 juillet 2005     |
| 9  | 57    | Saison 6, épisode 9  | BMW M5 • Vauxhall Astra VXR • Renault Mégane Sport • Volkswagen Golf GTI        | Hammond et May jour au « test sur route-roulette russe ». Tentative de record du monde pour le nombre de tonneaux qu'une voiture peut faire à grande vitesse. | Chris Evans                 | 24 juillet 2005     |
| 10 | 58    | Saison 6, épisode 10 | BMW 535d • Bentley Continental Flying Spur                                      | Conduire une voiture sur un lac en Islande. Quel est la plus amusante des voitures tout terrain ?                                                             | Davina McCall • Mark Webber | 31 juillet 2005     |
| 11 | 59    | Saison 6, épisode 11 | Ford F150 SVT Lightning • Vauxhall Monaro VXR • Lamborghini Murciélago Roadster | Recréer le thème du générique de Top Gear en utilisant des sons de moteur.                                                                                    | Timothy Spall               | 7 août 2005         |

### Saison 7
| # | Total | Titre               | Évaluations                                                           | Challenges | Invités                     | Diffusion originale |
| - | ----- | ------------------- | --------------------------------------------------------------------- | --- | --------------------------- | ------------------- |
| 1 | 60    | Saison 7, épisode 1 | Ascari KZ1 • Aston Martin V8 Vantage • BMW M6 • Porsche 997 Carrera S | Coupés sport sur l'Île de Man Résultat du sondage Top Gear de 2005 | Trevor Eve                  | 13 novembre 2005    |
| 2 | 61    | Saison 7, épisode 2 | Porsche Cayman S • Audi RS4                                           | May et Hammond essayent des voitures radiocommandées. L'histoire de la British Racing Green. L'Audi RS4 contre Speed Climbers. | Ian Wright                  | 20 novembre 2005    |
| 3 | 62    | Saison 7, épisode 3 | Ford Focus ST • Ferrari F430 • Pagani Zonda S • Ford GT               | Voyage en Supercar jusqu'au viaduc de Millau (France). | Stephen Ladyman             | 27 novembre 2005    |
| 4 | 63    | Saison 7, épisode 4 | Pagani Zonda F • Renault Clio                                         | Des supercars italiennes pour moins de 10 000 £ (Ferrari 308 GT4, Maserati Merak, Lamborghini Urraco) Renault Clio contre un cycliste de descente à Lisbonne (Portugal)                                                                                        | Dame Ellen MacArthur        | 4 décembre 2005     |
| 5 | 64    | Saison 7, épisode 5 | Marcos TSO • Bugatti Veyron • Porsche 997                             | Bugatti Veyron contre un Cessna 182 d'Alba (Italie) à Londres Porsches RWD contre AWD. | Nigel Mansell               | 11 décembre 2005    |
| 6 | 65    | Saison 7, épisode 6 | Volkswagen Golf R32 • BMW 130i • Mazda MX-5                           | Culture automobile de l’ancienne génération contre la nouvelle génération. Tour Chrono dans un jeu vidéo contre Tour Chrono en réalité dans une Honda NSX. Dans quel tour Clarkson ira-t-il le plus vite ? Mazda MX-5 contre des lévriers Top Gear Awards 2005 | David Walliams • Jimmy Carr | 27 décembre 2005    |

### Épisode hors-saison:Winter Olympics Special
| Total | Titre                   | Évaluations | Challenges               | Invité | Diffusion originale |
| ----- | ----------------------- | ----------- | ------------------------ | ------ | ------------------- |
| 66    | Winter Olympics Special | Aucune      | Top Gear Winter Olympics | Aucun  | 12 février 2006     |

### Saison 8
| # | Total | Titre               | Évaluations | Challenges | Invités | Diffusion originale |
| - | ----- | ------------------- | --- | --- | --- | ------------------- |
| 1 | 67    | Saison 8, épisode 1 | Koenigsegg CCX • Honda Civic • Nissan Micra C+C                                                                                 | Monospace décapotable | (Chevrolet Lacetti) Well-spoken man Alan Davies Trevor Eve Jimmy Carr Justin Hawkins Rick Wakeman Les Ferdinand | 7 mai 2006          |
| 2 | 68    | Saison 8, épisode 2 | Chevrolet Corvette Z06 • Jaguar XK vs. Mercedes-Benz SL 350 vs. BMW 650i                                                        | Tomcat 4WD contre un kayak à moteur en Islande. Présenter une émission de radio destinés aux automobilistes, à quel point cela peut-il être dur ? Le Stig fait un tour d'adieu en Suzuki Liana. | Gordon Ramsay                                                                                                   | 14 mai 2006         |
| 3 | 69    | Voiture amphibie    | Lotus Exige S | Challenge des voitures amphibies. | Philip Glenister                                                                                                | 21 mai 2006         |
| 4 | 70    | Saison 8, épisode 4 | BMW Z4 M vs. Porsche Boxster S • Koenigsegg CCX Top Gear Wing • Mercedes-Benz S500 • Porsche Cayenne Turbo S                    | Faire d'une Mercedes-Benz Classe S le « cottage d'Anne Hathaway » Course : Porsche Cayenne contre un parachutiste                                                                               | Ewan McGregor                                                                                                   | 28 mai 2006         |
| 5 | 71    | Saison 8, épisode 5 | Prodrive P2 • Citroën C6 | Football en voiture II | Sir Michael Gambon                                                                                              | 4 juin 2006         |
| 6 | 72    | Saison 8, épisode 6 | Ford Mondeo ST220 vs. Mazda 6 MPS vs. Vauxhall Vectra VXR                                                                       | Vacances (ruiné) en caravane de Top Gear Record de vitesse F1 en intérieur. | Brian Cox | 16 juillet 2006     |
| 7 | 73    | Saison 8, épisode 7 | Lamborghini Gallardo Spyder • Peugeot 207 1.6L Diesel • Ford S-Max 2.5L 200 PS • Mercedes-Benz B200 Turbo • Vauxhall Zafira VXR | Voiture de course en kit Caterham Seven Peugeot 207 contre des pratiquants du parkour à Liverpool                                                                                               | Steve Coogan | 23 juillet 2006     |
| 8 | 74    | Saison 8, épisode 8 | Noble M15 • Ford Transit vs. Renault Master vs. Volkswagen T30 TDI 174 Sportline                                                | Défi : un van à £1000 (Ford Transit, LDV Convoy, Suzuki Super Carry) | Jenson Button Ray Winstone                                                                                      | 30 juillet 2006     |

### Saison 9
| # | Total | Titre                                   | Évaluations                                                                         | Challenges | Invités              | Diffusion originale |
| - | ----- | --------------------------------------- | ----------------------------------------------------------------------------------- | --- | -------------------- | ------------------- |
| 1 | 75    | Nous réparant les routes britanniques ! | Jaguar XKR vs. Aston Martin V8 Vantage                                              | Défi : travaux routiers en 24 heures Discussion sur les conséquences du crash du Dragster Vampire de Richard Hammond.                                                                              | Jamie Oliver         | 28 janvier 2007     |
| 2 | 76    | Raffinement Anglais                     | Audi TT vs. Mazda RX-8 vs. Alfa Romeo Brera                                         | James « Captain Slow » May pousse la Bugatti Veyron à sa vitesse maximale de 407km/h Plus belle voiture pouvant être qualifiée d’œuvre d'art. L'équipe de Top Gear jouent au Golf.                 | Hugh Grant           | 4 février 2007      |
| 3 | 77    | Road Trip à La Nouvelle-Orléans         | Aucune                                                                              | US Special | Aucun                | 11 février 2007     |
| 4 | 78    | Une voiture... dans l'espace !          | Brabus S Biturbo roadster (basée sur la Mercedes-Benz SL65 AMG) • Porsche 997 Turbo | Défi : navette spatiale Reliant Robin | Simon Pegg           | 18 février 2007     |
| 5 | 79    | Un train peut en cacher un autre        | Lamborghini Murciélago LP640                                                        | Vidéo sur les dangers des passages à niveau de Clarkson Challenge sur les tracteurs (Fendt 930 Vario, JCB Fastrac 8250, Case STX Steiger 530 (en)) Les présentateurs plantent leur propre biofuel. | Kristin Scott Thomas | 25 février 2007     |
| 6 | 80    | Limousines géantes                      | Shelby Mustang GT500                                                                | Les présentateurs construisent leur propre limousines à partir de voitures ordinaires (Fiat Panda, MG F, Alfa Romeo 164 V6 & Saab 9000 V6) et les mettent au défis.                                | Billie Piper         | 4 mars 2007         |

### Épisode hors-saison:Polar Special
| Total | Titre                 | Évaluations | Challenges              | Invité | Diffusion d'origine |
| ----- | --------------------- | ----------- | ----------------------- | ------ | ------------------- |
| 81    | Top Gear Au pôle Nord | Aucune      | Top Gear: Polar Special | Aucun  | 25 juillet 2007     |

### Saison 10
| #  | Total | Titre                                 | Évaluations | Challenges | Invités                      | Diffusion originale |
| -- | ----- | ------------------------------------- | --- | --- | ---------------------------- | ------------------- |
| 1  | 82    | Routes de rêve                        | Volkswagen Golf GTI W12 • Porsche 997 GT3 RS vs. Lamborghini Gallardo Superleggera vs. Aston Martin V8 Vantage N24 | Road trip pour rechercher la meilleure route pour conduire au monde. | Dame Helen Mirren            | 7 octobre 2007      |
| 2  | 83    | La traversée de la Manche : le retour | Audi R8 vs. Porsche 997 Carrera S                                                                                  | Défi : voitures amphibies II pour traverser la Manche | Jools Holland                | 14 octobre 2007     |
| 3  | 84    | La plus petite voiture du monde       | Ferrari 599 GTB Fiorano • Ferrari 275 GTS • Rolls-Royce Phantom Drophead Coupé • Peel P50                          | Course : Bugatti Veyron contre Eurofighter Typhoon race Clarkson conduit la Peel P50 (la plus petite voiture construite en série au monde) dans les locaux de la BBC Test du mode de parking automatique de la Lexus LS600 | Ronnie Wood                  | 28 octobre 2007     |
| 4  | 85    | Spécial Botswana                      | | Botswana Special |                              | 4 novembre 2007     |
| 5  | 86    | La traversée de Londres               | Caparo T1 • Aston Martin V8 Vantage Roadster • Mercedes-Benz GL 500                                                | Course de Londres – Voiture contre vélo contre transport en commun contre hors-bord | Simon Cowell                 | 11 novembre 2007    |
| 6  | 87    | Course de camping-cars                | Honda Civic Type-R • Alfa Romeo 159 • Mercedes-Benz E63 AMG Estate vs. BMW M5 Touring                              | Une nouvelle forme de sport automobile : la course automobile à domicile Une Alfa Romeo 159 un homme de grande taille traversant l’estuaire de Humber                                                                      | Lawrence Dallaglio           | 18 novembre 2007    |
| 7  | 88    | Les pires voitures anglaises !        | Aston Martin DBS                                                                                                   | Défi : une British Leyland à £1200 (Rover SD1, Triumph Dolomite Sprint, Austin Princess) | Jennifer Saunders            | 25 novembre 2007    |
| 8  | 89    | 100% Formule 1                        | Vauxhall VXR8 | Hammond dans une Renault R25 Formule Un Enquête sur l'histoire automobile Une BMW 330i contrôlée par GPS sur la piste d'essai.                                                                                             | James Blunt • Lewis Hamilton | 2 décembre 2007     |
| 9  | 90    | Fiat 500 vs vélo                      | Ascari A10 • Fiat 500                                                                                              | Top Gear participe à la course d'endurance Britcar (en) 24 Hour Course : Fiat 500 contre des riders de BMX dans Budapest                                                                                                   | Keith Allen                  | 9 décembre 2007     |
| 10 | 91    | Les super-berlines                    | BMW M3 vs. Mercedes-Benz C63 AMG vs. Audi RS4 • Jaguar XF                                                          | Salon des berlines allemandes Top Gear Awards 2007 | David Tennant                | 23 décembre 2007    |

### Saison 11
| # | Total | Titre                         | Évaluations                                                                                              | Challenges | Invités                        | Diffusion originale |
| - | ----- | ----------------------------- | --- | --- | ------------------------------ | ------------------- |
| 1 | 92    | Apprentis policiers           | Ferrari 430 Scuderia                                                                                     | Une voiture de police à 1 000 £ (Fiat Coupé 20v Turbo, Lexus LS400, Suzuki Vitara) Le cascadeur de Top Gear bat le record mondial de saut en marche arrière en Austin Allegro Enquête sur les économies d'essence Clarkson style : course de 5 supercars, BMW M3 contrePrius | Alan Carr Justin Lee Collins   | 22 juin 2008        |
| 2 | 93    | Ski vs Audi                   | Mitsubishi Lancer Evolution X • Subaru Impreza WRX STi • Audi RS6 • Mercedes-Benz CLK63 AMG Black Series | Course : Audi RS6 contre un skieur français Le cascadeur de Top Gear saute en tire-bouchon en MG Maestro. | Rupert Penry-Jones Peter Firth | 29 juin 2008        |
| 3 | 94    | les Alfas bon marché          | Bentley Brooklands                                                                                       | Des Alfa Romeo pour £1000 (Alfa Romeo 75 V6, Alfa Romeo GTV 2.0, Alfa Romeo Spider) | James Corden Rob Brydon        | 6 juillet 2008      |
| 4 | 95    | La Traversée du Japon         | Alfa Romeo 8C Competizione • Nissan GT-R                                                                 | Nissan GT-R contre un train à grande vitesse – de Hakui au mont Nokogiri dans la préfecture de Chiba | Fiona Bruce Kate Silverton     | 13 juillet 2008     |
| 5 | 96    | la chasse au renard           | Nissan GT-R                                                                                              | Limousines de luxe : Mercedes-Benz 600 contre Rolls-Royce Corniche La Daihatsu Terios à la chasse au renard | Peter Jones Theo Paphitis      | 20 juillet 2008     |
| 6 | 97    | un coup de pied aux Allemands | Gumpert Apollo • Mitsuoka Orochi • Mitsuoka Galue III                                                    | Les Anglais (présentateurs de Top Gear) contre les Allemands (les présentateurs de D Motor) | Jay Kay                        | 27 juillet 2008     |

### Saison 12
| # | Total | Titre                                  | Évaluations                                             | Challenges | Invités           | Diffusion originale |
| - | ----- | -------------------------------------- | ------------------------------------------------------- | --- | ----------------- | ------------------- |
| 1 | 98    | La conduite de camion                  | Porsche 997 GT2 • Lamborghini Gallardo LP560-4          | Combien de camion pour 5 000 £ ? (Scania P94D, Renault Magnum, ERF) | Michael Parkinson | 2 novembre 2008     |
| 2 | 99    | On the Road Again !                    | Abarth 500                                              | Jeremy, Richard et James organisent un road-trip sur la côte ouest des États-Unis avec une Dodge Challenger SRT8, une Chevrolet Corvette C6 ZR1 et une Cadillac CTS-V                       | Will Young        | 9 novembre 2008     |
| 3 | 100   | l'Evo maison                           | Toyota i-REAL • Renault Avantime                        | Une Renault Avantime peut-elle être aussi rapide qu'une Mitsubishi Lancer Evolution X ? May s'entraîne à la course populaire finlandaise avec Mika Häkkinen                                 | Mark Wahlberg     | 16 novembre 2008    |
| 4 | 101   | La course avec ... un seul réservoir ! | Pagani Zonda Roadster F • Bugatti Veyron                | Course économe de Bâle aux Illuminations de Blackpool | Harry Enfield     | 23 novembre 2008    |
| 5 | 102   | la Ferrari vs bateaux à moteur         | Lexus IS F • BMW M3 • Ferrari Daytona                   | Hors-Bord contre Ferrari Daytona – de Portofino à Saint-Tropez | Kevin McCloud     | 30 novembre 2008    |
| 6 | 103   | Une Fiesta "sensible" ?                | Veritas RS III • Caterham R500 Superlight • Ford Fiesta | Les communistes ont-ils fait une bonne voiture ? Un test sur route non-ordinaire de la Ford Fiesta avec la Royal Marines.                                                                   | Boris Johnson     | 7 décembre 2008     |
| 7 | 104   | les voitures électriques               | Tesla Roadster • Honda FCX Clarity                      | 50 ans de Championnat britannique des voitures de tourisme : les souvenirs et les accidents Le cascadeur de Top Gear bat le record de saut en caravane avec Fifth Gear Top Gear Awards 2008 | Sir Tom Jones     | 14 décembre 2008    |
| 8 | 105   | Top Gear au Vietnam                    | Aucune                                                  | Vietnam Special | Aucun             | 28 décembre 2008    |

### Saison 13
| # | Total | Titre                | Évaluations                                                   | Challenges | Invités            | Diffusion originale |
| - | ----- | -------------------- | ------------------------------------------------------------- | --- | ------------------ | ------------------- |
| 1 | 106   | Saison 13, épisode 1 | Lotus Evora • Ferrari FXX                                     | Race to the North – Jaguar XK120 contre une Vincent Black Shadow contre une locomotive Tornado | Michael Schumacher | 21 juin 2009        |
| 2 | 107   | Saison 13, épisode 2 | Lamborghini Murciélago LP 670-4 SV                            | Quelle est la voiture parfaite pour des jeunes de 17 ans (pour £ 2500) ? Course : Mercedes-Benz SLR McLaren 722 Edition vs. Lamborghini Murciélago LP 670-4 SV Course : Bugatti Veyron vs. McLaren F1    | Stephen Fry        | 28 juin 2009        |
| 3 | 108   | Saison 13, épisode 3 | Mercedes-Benz SL65 AMG Black Série • Various small cars       | Top Gear joue au « Sauna dans une voiture » May fait un rallye avec Ken Block contre Ricky Carmichael sur un aérodrome Existe-t-il une voiture qui peut être pas chère et gai ? TG enquête à contrecœur. | Michael McIntyre   | 5 juillet 2009      |
| 4 | 109   | Saison 13, épisode 4 | Ford Focus RS vs Renault Mégane R26.R • Porsche Panamera      | Course : Porsche Panamera S contre la Royal Mail Jeremy joue à l’Épervier contre l'armée britannique. | Usain Bolt         | 12 juillet 2009     |
| 5 | 110   | Saison 13, épisode 5 | Jaguar XFR vs. BMW M5                                         | Preuve que trois coupés à propulsion à £1500 sont meilleures que les traction avant (Porsche 944 S2, Nissan 300ZX, Ford Capri 2.8i, Morris Marina)                                                       | Sienna Miller      | 19 juillet 2009     |
| 6 | 111   | Saison 13, épisode 6 | BMW Z4 • Nissan 370Z                                          | Des voitures d'avant 1982 à £3000 pour un rallye de régularité à Majorque (Austin-Healey Sprite, Lanchester LJ 200, Citroën Ami)                                                                         | Brian Johnson      | 26 juillet 2009     |
| 7 | 112   | Saison 13, épisode 7 | Vauxhall VXR8 Bathurst • HSV Maloo • Aston Martin V12 Vantage | Clarkson et May font une publicité pour la Volkswagen Scirocco qui n’est pas ennuyante. | Jay Leno           | 2 août 2009         |

### Saison 14
| # | Total | Titre                           | Évaluations | Challenges | Invités       | Diffusion originale |
| - | ----- | ------------------------------- | --- | --- | ------------- | ------------------- |
| 1 | 113   | Road Trip en Roumanie           | BMW 760Li • Mercedes-Benz S63 AMG • Lamborghini Gallardo LP560-4 Spyder • Ferrari California • Aston Martin DBS Volante • Dacia Sandero | Road-trip en GT en Roumanie pour se rendre sur la route Transfăgăraș.                                                                                           | Eric Bana     | 15 novembre 2009    |
| 2 | 114   | Bolide électrique               | Chevrolet Corvette C6 ZR1 vs. Audi R8 V10 • Codename Geoff / Hammerhead-i Eagle Thrust                                                  | L'équipe construit une voiture électrique qui doit être meilleure que la G-Wiz.                                                                                 | Michael Sheen | 22 novembre 2009    |
| 3 | 115   | La caravane volante             | Hawk HF3000 • Lamborghini Gallardo LP550-2 Valentino Balboni                                                                            | Clarkson et Hammond révèle pourquoi Lancia a fabriqué le plus grand nombre de grandes voitures May essaye de faire voler une caravane-ballon dirigeable.        | Chris Evans   | 29 novembre 2009    |
| 4 | 116   | Une Twingo "sensible" ?         | BMW X5 M • Audi Q7 V12 • Range Rover (2010MY) • Renault Twingo 133                                                                      | Sport automobile avec des véhicules aéroportés Le test sur route de la Renault Twingo 133 pas chère et simple de Jeremy impliquant des tonneaux dans un tunnel. | Guy Ritchie   | 6 décembre 2009     |
| 5 | 117   | L'exposition d'art              | Noble M600 | L'équipe fait sa propre galerie d'art de l'automobile afin de prouver que les voitures sont plus populaires que l'art traditionnel.                             | Jenson Button | 20 décembre 2009    |
| 6 | 118   | Top Gear en Bolivie             | Aucune | Bolivia Special | Aucun         | 27 décembre 2009    |
| 7 | 119   | Une Lexus à 400 020 000 Euros ! | Lexus LFA • BMW X6 • Vauxhall Insignia VXR                                                                                              | Clarkson évalue la BMW X6 May et Margaret Calvert réfléchissent sur l'évolution de la signalisation routière au Royaume-Uni (en). Top Gear Awards 2009          | Seasick Steve | 3 janvier 2010      |

### Saison 15
| # | Total | Titre                                        | Évaluations | Challenges | Invités | Diffusion originale |
| - | ----- | -------------------------------------------- | --- | --- | --- | ------------------- |
| 1 | 120   | Rouler en Reliant Rollin                     | Bentley Continental Supersports • Reliant Robin                                                                          | James teste le Toyota Hilux Invincible du Polar Special en le conduisant sur un volcan islandais Richard dit adieu à l’ancienne voiture petit budget : la Chevrolet Lacetti Jeremy essaye de découvrir pourquoi Robin Reliant a fait faillite en testant un modèle de 1994.                                                    | (Kia Cee'd) • Nick Robinson • Al Murray • Peter Jones • Peta 23 from Essex • Johnny Vaughan • Bill Bailey • Louie Spence • Amy Williams | 27 juin 2010        |
| 2 | 121   | Les berlines de sport bon marché             | Porsche 911 Sport Classic • Porsche Boxster Spyder                                                                       | L'équipe tente de trouver une berline d'occasion de sport qui est adapté pour les tâches quotidiennes et les jours sur piste d'essai pour un budget de £ 5000. (Mercedes-Benz 190, BMW M3 (E36), Ford Sierra Sapphire RS Cosworth)                                                                                             | Alastair Campbell | 4 juillet 2010      |
| 3 | 122   | Les meilleurs supercars à quatre portes      | Chevrolet Camaro SS vs. Mercedes-Benz E63 AMG • Porsche Panamera Turbo • Maserati Quattroporte GTS • Aston Martin Rapide | L'équipe essaye de trouver la meilleure supercar à quatre porte en comparant une Aston Martin Rapide, une Porsche Panamera Turbo et une Maserati Quattroporte GTS pour conduire les mariés et leur proche à leur mariage. | Rupert Grint • Rubens Barrichello | 11 juillet 2010     |
| 4 | 123   | On construit des camping-cars !              | Audi R8 V10 Spyder vs. Porsche 997 Turbo Cabriolet                                                                       | L'équipe essaye de trouver une solution au problème des caravanes, en construisant une maison à moteur à l’arrière d'un Land Rover 110, d'une Citroen CX et d'une Lotus Excel. | Andy García | 18 juillet 2010     |
| 5 | 124   | Touareg vs Motoneige                         | Volkswagen Touareg • Bugatti Veyron Super Sport                                                                          | Richard fait une course dans la nouvelle Volkswagen Touareg contre deux jeunes motoneigistes en Suède. James essaye de battre le record du monde de 415 km/h dans la nouvelle Bugatti Veyron Super Sport Jeremy présente un mémorial du pilote automobile Ayrton Senna avant que Lewis Hamilton ne conduise une sa F1 de 1988. | Tom Cruise • Cameron Diaz | 25 juillet 2010     |
| 6 | 125   | Les meilleurs voitures de sport britanniques | Ferrari 458 Italia | L'équipe tente de découvrir pourquoi l'industrie automobile sportive britannique va à vau-l'eau, en achetant de vieux roadsters britanniques pour £ 5000 chaque. (Jensen-Healey, TVR S2, Lotus Elan) | Jeff Goldblum | 1er août 2010       |

### Épisodes hors-saisons de 2010
| # | Total | Titre                                    | Évaluations                                                     | Challenges | Invités     | Diffusion originale |
| - | ----- | ---------------------------------------- | --------------------------------------------------------------- | --- | ----------- | ------------------- |
| 1 | 126   | Road trip sur la côte est des USA part 1 | Mercedes-Benz SLS AMG • Porsche 911 GT3 RS • Ferrari 458 Italia | Jeremy, Richard et James organisent un road-trip sur la côte est des États-Unis en Mercedes-Benz SLS AMG, Porsche 911 GT3 RS (997) et en Ferrari 458 Italia. | Danny Boyle | 21 décembre 2010    |
| 2 | 127   | Road trip sur la côte est des USA part 2 | Aucune                                                          | Middle East Special | Aucun       | 26 décembre 2010    |

### Saison 16
| # | Total | Titre                | Évaluations | Challenges | Invités                 | Diffusion originale |
| - | ----- | -------------------- | --- | --- | ----------------------- | ------------------- |
| 1 | 128   | Saison 16, épisode 1 | Ariel Atom 500 • Škoda Yeti • Porsche 911 Turbo S Cabriolet                                                                                            | Jeremy teste la nouvelle Skoda Yeti, Richard recherche l'histoire de la Porsche 911 et James fait un tour dans la nouvelle Ariel Atom V8. | John Bishop             | 23 janvier 2011     |
| 2 | 129   | Saison 16, épisode 2 | Ferrari 599 GTO | Angleterre contre Australie dans leur version de The Ashes | Boris Becker            | 30 janvier 2011     |
| 3 | 130   | Saison 16, épisode 3 | Rolls-Royce Ghost • Yugo (substituting for a Bentley Mulsanne) • Mercedes-Benz S65 AMG • Ford Focus RS500 • Cosworth Impreza STI CS400 • Volvo C30 PCP | L'équipe se rend en Albanie pour tester la Rolls-Royce Ghost, la Bentley Mulsanne et la Mercedes-Benz S65 AMG. Jeremy regarde les hayons, la Ford Focus RS500, la Cosworth Impreza STI CS400 et la Volvo C30 PCP « Polestar »                                                                               | Jonathan Ross           | 6 février 2011      |
| 4 | 131   | Saison 16, épisode 4 | Pagani Zonda R • Pagani Zonda Tricolore | L'équipe achète des BMW 325i décapotables et teste la meilleure et qui a fait le meilleur achat. Jeremy teste aussi la Pagani Zonda R et dit adieu à la gamme Zonda de Pagani. | Simon Pegg • Nick Frost | 13 février 2011     |
| 5 | 132   | Saison 16, épisode 5 | Audi RS5 • BMW M3 Competition Pack | L'équipe se rend en Norvège pour mettre fin aux chaos résultant des chutes de neiges au Royaume-Uni en utilisant une moissonneuse-batteuse transformée en chasse-neige. | Amber Heard             | 20 février 2011     |
| 6 | 133   | Saison 16, épisode 6 | Jaguar XJ • Porsche 959 • Ferrari F40 • NASA's latest Space Exploration Vehicle                                                                        | Course : Jeremy conduit la Jaguar XJ à travers l’Angleterre contre le coucher du soleil et vers le lever du soleil. Richard conduit les voitures de ses rêves étant enfant : la Porsche 959 et la Ferrari F40 James est aux États-Unis pour conduire le dernier véhicule d'exploration spatiale de la NASA. | John Prescott           | 27 février 2011     |

### Saison 17
| # | Total | Titre                                 | Évaluations                                                                          | Challenges | Invités          | Diffusion originale |
| - | ----- | ------------------------------------- | ------------------------------------------------------------------------------------ | --- | ---------------- | ------------------- |
| 1 | 134   | Le Marauder                           | Marauder, BMW 1 M Coupe, Mini John Cooper Works WRC, Jaguar E-type                   | Jeremy célèbre le 50e anniversaire de la Jaguar E-type en conduisant une version moderne, Richard est en Afrique du Sud pour tester une plus grande, et encore plus robuste alternative au fameux Hummer, James rencontre la médaillée d'Or Amy Williams et fait la course contre elle dans la nouvelle Mini Rally Car                                                         | Alice Cooper     | 26 juin 2011        |
| 2 | 135   | Les meilleurs petite voiture de sport | Aston Martin Virage, Citroën DS3 Racing, Fiat 500C Abarth, Renaultsport Clio 200 Cup | L'équipe voyage en Italie pour tester des citadines hautes performances. Jeremy Clarkson dans la Citroen DS3 Racing, Richard Hammond dans la Fiat 500C Abarth et James May est dans la Renaultsport Clio 200 Cup en essayant de se repérer dans une ville italienne déroutante, prennent part à une chasse au trésor et conduisent sur le Circuit de Monaco.                   | Ross Noble       | 3 juillet 2011      |
| 3 | 136   | épisode 3                             | Range Rover Evoque, McLaren MP4-12C, Ferrari 458                                     | Jeremy Clarkson et Richard Hammond trouvent des occasions de deuxième main pour le prix de la voiture neuve la moins chère de Grande Bretagne, la Nissan Pixo. James May est au Nevada pour tester la robustesse du Range Rover Evoque et pour conduire un sosie masculin de Cher à travers Las Vegas. Également, la McLaren MP4-12C est comparée à sa rivale, la Ferrari 458. | Sebastian Vettel | 10 juillet 2011     |
| 4 | 137   | Le Train de Caravanes                 | Jaguar XKR-S, Nissan GT-R                                                            | L'équipe utilise des caravanes pour essayer de rendre les voyages en train moins chers, plus rapides et plus intéressants, en remplaçant la locomotive par des voitures spécialement modifiées et des wagons. Également, Jeremy conduit la Jaguar XKR-S et la récemment améliorée Nissan GT-R pour un test de conduite sur la piste pour les comparer.                         | Rowan Atkinson   | 17 juillet 2011     |
| 5 | 138   | épisode 5                             | Lotus T125, Jensen Interceptor améliorée                                             | Jeremy Clarkson essaye la nouvelle Lotus T125, et une version améliorée de la classique Jensen Interceptor. Également, l'équipe utilise tout type d'équipement militaire d'occasion pour démolir tout un lotissement de maisons abandonnées, essayant de faire le travail en moins de temps qu'une équipe d'experts en démolition.                                             | Bob Geldof       | 24 juillet 2011     |
| 6 | 139   | Une journée en voitures électriques   | Nissan Leaf, Peugeot iOn, Lamborghini Aventador                                      | Jeremy Clarkson et James May vont au bord de mer en voitures électriques, la Nissan Leaf et la Peugeot iOn, s'arrêtant à Lincoln sur la route. Richard Hammond rencontre une équipe de rallye extraordinaire dans laquelle tout le monde est un amputé de guerre, et finalement la nouvelle Lamborghini Aventador est testée sur la piste.                                     | Louis Walsh      | 31 juillet 2011     |

### Saison 18
| # | Total | Titre                                 | Évaluations                                                                  | Challenges | Invités                    | Diffusion originale |
| - | ----- | ------------------------------------- | ---------------------------------------------------------------------------- | --- | -------------------------- | ------------------- |
|   | 140   | India Special                         | None                                                                         | India Special | David Cameron (Uncredited) | 28 décembre 2011    |
| 1 | 141   | Road Trip en Italie                   | Lamborghini Aventador • McLaren MP4-12C • Noble M600                         | Jeremy, Richard et James voyagent en Italie pour un test de supercars dans la Lamborghini Aventador, la McLaren MP4-12C et la Noble M600                                                           | will.i.am                  | 29 janvier 2012     |
| 2 | 142   | L'industrie automobile chinoise       | Mercedes-Benz SLS AMG Roadster • China Copyright Cars                        | Jeremy et James voyagent à Pékin pour jeter un œil à l'industrie automobile chinoise toujours en expansion, Richard va au Texas pour découvrir les courses de NASCAR                               | Matt LeBlanc               | 5 février 2012      |
| 3 | 143   | On dirige une course-poursuite !      | Vauxhall Corsa VXR Nürburgring • Fiat Panda III • Jaguar XFR • Ford Focus    | Jeremy et Richard sont sur le plateau du film des Sweeney et prennent en charge la réalisation des scènes de poursuites                                                                            | Ryan Reynolds              | 12 février 2012     |
| 4 | 144   | On construit des fauteuils roulants ! | Ferrari FF • Bentley Continental V8 • Fisker Karma                           | L'équipe se lance dans un ambitieux projet pour construire des véhicules pour personnes à mobilité réduite, qui pourraient s'attaquer à la campagne britannique                                    | Michael Fassbender         | 19 février 2012     |
| 5 | 145   | Homme volant contre Skoda             | Maserati Gran Turismo MC Stradale • Mercedes-Benz C63 AMG Coupe Black Saison | Jeremy et James rendent hommage au fabricant suédois récemment disparu Saab, Richard fait la course dans une rally-spec Škoda contre un homme volant en jetpack                                    | Matt Smith                 | 26 février 2012     |
| 6 | 146   | Les voitures de jour sur piste        | "Aero-engined" Bentley, Brutus                                               | L'équipe va à Donington dans trois voitures de course déshabillées - la KTM X-Bow, la Morgan Three Wheeler et la Caterham R500                                                                     | Alex James                 | 4 mars 2012         |
| 7 | 147   | On participe à un Rallycross !        | BMW M5                                                                       | L'équipe essaye de découvrir si on peut faire de la course automobile (rallycross) pour moins cher que de jouer au golf, James conduit la voiture de ses rêves d'enfant, la Ferrari 250 California | Slash • Kimi Räikkönen     | 1er mars 2012       |
|   |       | "Spécial 50 ans de James Bond"        | None                                                                         | L'équipe présente toutes les voitures utilisées par l'agent secret "James Bond" dans les films du même nom.                                                                                        | Roger Moore • Daniel Craig | 29 octobre 2012     |

### Saison 19
| # | Total | Titre                                        | Évaluations                                                                               | Challenges | Invités        | Diffusion originale |
| - | ----- | -------------------------------------------- | ----------------------------------------------------------------------------------------- | --- | -------------- | ------------------- |
| 1 | 148   | On construit la plus petite voiture du monde | Pagani Huayra • Bentley Continental GT Speed                                              | Jeremy tente de créer une voiture encore plus petite que la Peel P50. James teste la Bentley Continental GT Speed sur route puis sur une spéciale du rallye de Galles. Richard fait une tour de piste avec la Pagani Huayra.                                     | Damian Lewis   | 27 janvier 2013     |
| 2 | 149   | Road-trip dans l'Ouest américain             | Lexus LFA • SRT Viper • Aston Martin Vanquish                                             | L'équipe est aux Etats-Unis dans trois supercars à moteur avant. Ils vont de Las Vegas à Los Angeles puis à Palm Springs. Ils doivent également faire la course jusqu'à la frontière mexicaine, le perdant devant subir une lourde pénalité.                     | Mick Fleetwood | 3 février 2013      |
| 3 | 150   | La course de Wembley à Milan                 | Toyota GT86 • Shelby Mustang GT500                                                        | L'équipe s'engage dans une course de Wembley jusqu'au stade San Siro de Milan avec Jeremy dans une Shelby Mustang GT500 pendant que Richard et James utilisent le réseau de train pan-Européen. • Jeremy essaye la nouvelle Toyota GT86 sur la piste.            | Amy Macdonald  | 10 février 2013     |
| 4 | 151   | Voiture rugby                                | Kia cee'd • Mastretta MXT • Ford Focus ST • Renault Mégane III RS Trophy • Opel Astra GTC | Jeremy prend la nouvelle Kia Cee'd pour un test routier complet, incluant une partie de rugby inhabituel avec James. • Richard est à Mexico pour un essai routier de la Mastretta MXT. • Un trio de berlines est testé sur la piste.                             | Lewis Hamilton | 17 février 2013     |
| 5 | 152   | Voiture pour retraiter                       | Range Rover                                                                               | Jeremy et Richard conçoivent un véhicule spécialement adapté au troisième âge et le testent dans le Dorset avec l'aide de trois pensionnaires. • James teste le nouveau Range Rover à Londres et va au Nevada pour se battre contre un engin autonome militaire. | James McAvoy   | 24 février 2013     |
| 6 | 153   | Spécial Afrique Partie 1                     | Subaru Impreza WRX - BMW 528i - Volvo 850R                                                | Jeremy, James et Richard sont en Afrique centrale pour trouver la source du Nil dans trois breaks de seconde main. |                | 3 mars 2013         |
| 7 | 154   | Spécial Afrique Partie 2                     |                                                                                           | Africa Special partie 2 sur 2 |                | 10 mars 2013        |

### Saison 20
| # | Total | Titre                | Évaluations                                                                                               | Challenges | Invités | Diffusion originale |
| - | ----- | -------------------- | --- | --- | --- | ------------------- |
| 1 | 155   | Saison 20, épisode 1 | Renaultsport Clio 200 • Peugeot 208 GTi • Ford Fiesta ST • Vauxhall Astra Tech Line                       | AC45 Racing Yacht contre voiture de location (Toyota Auris)                                                              | Charles Dance • Warwick Davis • Rachel Riley • Joss Stone • David Haye • Jimmy Carr • Mike Rutherford • Brian Johnson | 30 juin 2013        |
| 2 | 156   | Saison 20, épisode 2 | Ferrari F12 Berlinetta • BAC Mono                                                                         | Meilleur taxi au monde • Hommage au centre de télévision BBC                                                             | Ron Howard | 7 juillet 2013      |
| 3 | 157   | Saison 20, épisode 3 | Aucun | Road trip espagnol dans des cabriolets "petit budget" : McLaren MP4-12C Spider • Audi R8 V10 Spyder • Ferrari 458 Spider | Benedict Cumberbatch                                                                                                  | 14 juillet 2013     |
| 4 | 158   | Saison 20, épisode 4 | Mercedes SLS AMG Black Series • Mercedes SLS AMG Electric Drive                                           | Les présentateurs se lancent dans la fabrication d'un Ford Transit aéroglisseur.                                         | Hugh Jackman | 21 juillet 2013     |
| 5 | 159   | Saison 20, épisode 5 | Porsche 911• Lamborghini Aventador Roadster • Lamborghini Sesto Elemento • Mazda CX-5 • Volkswagen Tiguan | Quel est le meilleur crossover pour tracter une caravane.                                                                | Steven Tyler | 28 juillet 2013     |
| 6 | 160   | Saison 20, épisode 6 | Jaguar F-Type • New Bus for London • Range Rover Sport                                                    | Hommage à l'industrie automobile britannique.                                                                            | Mark Webber | 4 août 2013         |

### Saison 21
| # | Total | Titre                               | Évaluations                                                       | Challenges | Invités         | Diffusion originale |
| - | ----- | ----------------------------------- | ----------------------------------------------------------------- | --- | --------------- | ------------------- |
| 1 | 161   | Nostalgie des 80's                  | Aucun                                                             | La tentative de l'équipe pour prouver que les cinq-portes de leur jeunesse étaient meilleures que leurs équivalents modernes. (Golf GTI • Fiesta XR2 • Nova SRI)                                                                                                   | Hugh Bonneville | 2 février 2014      |
| 2 | 162   | Sur les rives du lac de Côme        | Alfa Romeo 4C • McLaren P1 • Gibbs Quadski                        | Hammond et Clarkson testent une nouvelle race d'hypercars tandis que James May visite un camp militaire en Afghanistan. • Alfa Romeo 4C vs Gibbs Quadski | Tom Hiddleston  | 9 février 2014      |
| 3 | 163   | Road trip à Tchernobyl              | Zenvo ST1                                                         | Jeremy Clarkson, Richard Hammond et James May démontrent leur amour pour les voitures compactes de petites cylindrées avec un voyage en Ukraine. (Volkswagen Up! • Ford Fiesta • Dacia Sandero) • Clarkson examine le modèle danois de 1,086 chevaux la Zenvo ST1. | James Blunt     | 16 février 2014     |
| 4 | 164   | Mercedes, folle du desert           | Mercedes Benz G63 AMG • Caterham 160 • Caterham 620R              | James May teste la Caterham 160 et la Caterham 620R, Jeremy Clarkson conduit la Touring Disco Volante en italie pendant que Richard Hammond essaye un Mercedes Benz G63 AMG spécial à 6 roues motrices à Dubaï.                                                    | Jack Whitehall  | 23 février 2014     |
| 5 | 165   | Abu Dhabi, Du Sable dans le Carbu ! | Porsche 918 • BMW M135i • VW Golf GTi Mk7 • Mercedes-Benz A45 AMG | Jeremy Clarkson compare les dernières voitures sportives Allemandes. James et Jeremy font une publicité pour la réduction des accidents liés au vélo. Richard se rend sur le circuit de formule 1 Yas Marina à Abou Dabi essayer la dernière Porsche 918.          | Aaron Paul      | 2 mars 2014         |
| 6 | 166   | Destination Thaïlande               | Aucun                                                             | Jeremy, James et Richard traversent la Birmanie pour construire un pont sur la rivière Kwaï ( Isuzu TX • Isuzu TX • Hino FB110) | Aucun           | 9 mars 2014         |
| 7 | 167   | Un pont sur la rivière Kwai         | Aucun                                                             | Jeremy, James et Richard traversent la Birmanie pour construire un pont sur la rivière Kwaï ( Isuzu TX • Isuzu TX • Hino FB110) | Aucun           | 16 mars 2014        |

### Saison 22
| # | Total | Titre                         | Évaluations                                                | Challenges | Invités                     | Diffusion originale |
| - | ----- | ----------------------------- | ---------------------------------------------------------- | --- | --------------------------- | ------------------- |
| - | 168   | Patagonia Special, Partie 1   | Aucun                                                      | Roadtrip de Bariloche à Ushuaia. (Porsche 928 • Lotus Esprit • Ford Mustang Mach 1) |                             | 27 décembre 2014    |
| - | 169   | Patagonia Special, Partie 2   | Aucun                                                      | Roadtrip de Bariloche à Ushuaia. (Porsche 928 • Lotus Esprit • Ford Mustang Mach 1) |                             | 28 décembre 2014    |
| 1 | 170   | La course des tsars           | Lamborghini Huracán                                        | Course à travers la ville de Saint-Pétersbourg entre une Renault Twizy, un aéroglisseur, un vélo et les transports en commun. | Ed Sheeran                  | 25 janvier 2015     |
| 2 | 171   | Road trip en Australie        | Aucun                                                      | Roadtrip dans le Territoire du Nord en Australie à bord de voitures grand tourisme. (BMW M6 Gran Coupé • Nissan GT-R • Bentley Continental GT V8S) | Kiefer Sutherland           | 1er février 2015    |
| 3 | 172   | SOS urgences                  | Aucun                                                      | Les présentateurs fabriquent leurs propres ambulances à partir de modèles de série et les évaluent au travers d'une série de tests. (Porsche 944 Turbo • Ford Scorpio Cardinal • Chevrolet Van) | Daniel Ricciardo            | 8 février 2015      |
| 4 | 173   | Les imbéciles changent d'avis | Mercedes-AMG GT (James May)                                | Jeremy Clarkson met deux nouvelles BMW à l'épreuve: le i8 et la M4. Hammond rend hommage au Land Rover Defender en le conduisant jusqu'à un barrage. (BMW i8 • BMW M4 • Land Rover Defender) | Margot Robbie et Will Smith | 15 février 2015     |
| 5 | 174   | Made in France                | Porsche Cayman GTS et Chevrolet Corvette (Richard Hammond) | Jeremy Clarkson et James May jettent un coup d’œil à l'histoire de Peugeot dans un film impliquant des obus d'artillerie, des corsets, et un voyage dans le désert marocain. James May teste la supercar hybride de Ferrari, la LaFerrari, sur les routes d'Italie. | Olly Murs                   | 22 février 2015     |
| 6 | 175   | Hammond en détresse           | Lexus RC-F (Jeremy Clarkson)                               | Richard Hammond est largué dans le désert de la Colombie-Britannique au Canada pour tester une montre avec une balise de détresse intégrée. Malheureusement pour lui, le signal de la montre est reçu par Jeremy Clarkson et James May qui sont encore en Angleterre, désintéressés et désorganisés. Finalement, l'équipe arrive, se procure deux pick-up, et part dans le désert glacé afin de trouver leur collègue. (Chevrolet Silverado • Ford F-150 Hennessey VelociRaptor) | Gillian Anderson            | 1er mars 2015       |
| 7 | 176   | James vs Tanner               | Jaguar F-Type R, Eagle Low Drag GT et Mazda MX-5           | James s'associe à Tanner Foust (présentateur de Top Gear USA) pour participer à une épreuve de rallycross. | Nicholas Hoult              | 8 mars 2015         |
| 8 | 177   | La fièvre du vintage          | Aucun                                                      | Trouver un véhicule bon marché qui puisse être considéré comme une voiture de collection (Fiat 124 Sport Spider • MGB GT • Peugeot 304 Cabriolet) • Avoir le style de vie d'un propriétaire de SUV pour moins de 250 £ (Vauxhall Frontera Sport • Jeep Cherokee • Mitsubishi Pajero Pinin) | Aucun                       | 28 juin 2015        |

### Saison 23
| # | Total | Titre                | Évaluations                                                                       | Challenges | Invités                                                                        | Diffusion originale |
| - | ----- | -------------------- | --------------------------------------------------------------------------------- | --- | ------------------------------------------------------------------------------ | ------------------- |
| 1 | 184   | Saison 23, épisode 1 | Ariel Nomad • Chevrolet Corvette Z06 • Dodge Viper ACR                            | Confrontation UK vs USA avec l'arrivée de nouveaux présentateurs Chris Evans et Matt LeBlanc: (Reliant Rialto • Land Rover Mk1 • Willys Jeep). | Jesse Eisenberg • Gordon Ramsay                                                | 29 mai 2016         |
| 2 | 185   | Saison 23, épisode 2 | McLaren 675LT                                                                     | Un road trip en Afrique du sud entre de Chris Evans, Matt LeBlanc, et Eddie Jordan pour savoir quel SUV est le meilleur : (Jaguar F-Pace • Porsche Macan • Mercedes-Benz GLC) | Jenson Button • Damian Lewis • Seasick Steve • Tinie Tempah • Sharleen Spiteri | 5 juin 2016         |
| 3 | 186   | Saison 23, épisode 3 | Audi R8 • Ferrari F12 TDF • Ford Focus RS • Honda Civic Type R • Mercedes AMG A45 | Pendant que Chris Evans teste l'Audi R8 sur le circuit de Laguna Seca avec l'aide de Sabine Schmitz, Chris Harris en fait de même avec la Ferrari F12 TDF sur le circuit Circuit Paul-Ricard. Rory Reid quant à lui oppose la Ford Focus RS à Honda Civic Type R et Mercedes AMG A45. Enfin, Matt LeBlanc fait un tour de Londres avec Ken Block façon gymkhana. | Ken Block • Anthony Joshua • Kevin Hart                                        | 12 juin 2016        |
| 4 | 187   | Saison 23, épisode 4 | Tesla Model X • Aston Martin Vulcan                                               | Avec 3660£ en poche, les présentateurs doivent acheter des véhicules d'occasions. Sabine choisit une Audi A8, Chris Evans une Jaguar XJ, de son côté Matt préfère une Honda Gold Wing. De l'autre côté de la planète, Chris Harris prend place dans une Aston Martin Vulcan sur le circuit Yas Marina, et Rory au volant de la Tesla Model X à New York.         | Bear Grylls • Brian Cox                                                        | 19 juin 2016        |
| 5 | 188   | Saison 23, épisode 5 | BMW M2 • Zenos E10 S                                                              | Matt et Chris Evans comparent la Rolls-Royce Dawn et l'ancienne Rolls-Royce Corniche. Plus tard, Chris essaie la Zenos E10 S basée sur la BMW M2 à qu'il l'oppose. | Jennifer Saunders • Paul Hollywood • Norman Dewis                              | 26 juin 2016        |
| 6 | 189   | Saison 23, épisode 6 | Ford Mustang GT • Ford Mustang EcoBoost • Honda NSX • Porsche 911 R               | Chris Harris fait le test de la Honda NSX, pendant qu'en Écosse Rory met hésite entre Ford Mustang GT et EcoBoost. Matt présente la Porsche 911 R et la met face à la Porsche 911 GT3. | Patrick Dempsey • Greg Davies                                                  | 3 juillet 2016      |

### Saison 24
| # | Total | Titre                | Évaluations                                                                                 | Challenges | Invités       | Diffusion originale |
| - | ----- | -------------------- | ------------------------------------------------------------------------------------------- | --- | ------------- | ------------------- |
| 1 | 190   | Saison 24, épisode 1 | Ferrari FXX K                                                                               | Matt LeBlanc, Chris Harris and Rory Reid doivent se rendre au Cosmodrome de Baïkonour à bord de véhicules ayant déjà parcouru plus 700 000 km. Partant de Turkestan au Kazakhstan à bord d'une Volvo V70 , d'une Mercedes-Benz class E et d'un taxi londonien. Parallèlement, Chris présente en exclusivité la Ferrari FXX K sur le circuit de Daytona International Speedway en Floride.     | James McAvoy  | 5 mars 2017         |
| 2 | 191   | Saison 24, épisode 2 | Lamborghini Huracán Spyder • Porsche 911 Turbo S Cabriolet • Alfa Romeo Giulia Quadrifoglio | Matt et Chris essaient, durant un road trip aux États-Unis, deux supercars décapotables : Lamborghini Huracán Spyder et Porsche 911 Turbo S Cabriolet. Puis Chris et Rory font la présentation de l'Alfa Romeo Giulia Quadrifoglio. | David Tennant | 12 mars 2017        |
| 3 | 192   | Saison 24, épisode 3 | Aston Martin DB11 • Mercedes-AMG S63 Coupé • Abarth 124 Spider                              | Matt "LeBond" est à bord de la première Aston Martin à double turbocompresseur, la DB11. Il affronte Chris "Dr No-Hair" et sa Mercedes-AMG S63 Coupé. Sabine et Rory sont sur le Nürburgring avec la dernière Golf GTI Clubsport S pour déterminer s'ils sont capables avec elle de doubler pour 1 million de £ de supercars. Enfin, Matt profitera du charme italien de l'Abarth 124 Spider. | Tamsin Greig  | 19 mars 2017        |
| 4 | 193   | Saison 24, épisode 4 | Bugatti Chiron • Renault Twingo GT                                                          | Une course "hors de prix" est organisée entre Dubaï et Oman entre Chris et Matt pour savoir si la Bugatti Chiron peut battre un bateau/voiture de luxe/jet privé ainsi que la dernière Ducati 1299 Superleggera. Rory quant à lui peut tester la Renault Twingo GT. | Tinie Tempah  | 26 mars 2017        |
| 5 | 194   | Saison 24, épisode 5 | Ford GT                                                                                     | Pour départager Sabine et Chris sur qui est le meilleur pilote, la production les envoient faire une course de buggy dans le dessert californien. Assistés de Matt et d'Eddie Jordan, ils vont se frotter à des vétérans de cette course. Puis Matt pourra tester la toute nouvelle Ford GT sur le circuit de Laguna Seca.                                                                    | Chris Hoy     | 2 avril 2017        |
| 6 | 195   | Saison 24, épisode 6 | Mercedes-AMG GT                                                                             | Chris et Rory se retrouvent à Cuba pour un road trip entre la baie des cochons et la Havane à bord de deux anciennes sportives : Maserati Biturbo • Chevrolet Camaro. Pendant ce temps, Matt fait le test de la Mercedes-AMG GT R. | Ross Noble    | 16 avril 2017       |
| 7 | 196   | Saison 24, épisode 7 | Porsche 718 Cayman S • Avtoros Shaman                                                       | Pandant que Chris découvre la Porsche 718 Cayman S, Matt teste l'Avtoros Shaman un tout-terrain russe de secours équipé de 8 roues. Enfin, Rory transforme un SsangYong Rodius en bateau. | Jay Kay       | 23 avril 2017       |

### Saison 25
| # | Total | Titre                | Évaluations | Challenges | Invités                 | Diffusion originale |
| - | ----- | -------------------- | ----------- | --- | ----------------------- | ------------------- |
| 1 | 197   | Saison 25, épisode 1 | -           | Matt LeBlanc, Chris Harris et Rory Reid se rendent en Utah pour célébrer le 116e anniversaire du V8, dans une série de nouvelles voitures de sport V8 - LeBlanc choisit la Ford Shelby Mustang GT350 R, M. Reid choisit la Jaguar F-Type SVR, tandis que Harris affirme que c'est la McLaren 570GT technique et pratique. Commençant dans le Far West et se dirigeant vers Bonneville, ils comparent leurs voitures dans une série de tests aboutissant à une course combinée contre The Stig dans une Ford GT40. | Rob Brydon              | 25 février 2018     |
| 2 | 198   | Saison 25, épisode 2 |             | Matt LeBlanc et Chris Harris sillonnent les forêts californiennes pour tester des petits bijoux tout-terrain. De son côté, Rory Reid invente un nouveau genre de course, et Chris teste la nouvelle McLaren 720S. | Lee Mack                | 4 mars 2018         |
| 3 | 199   | Saison 25, épisode 3 |             | Chris Harris et Matt LeBlanc se rendent au Japon. Après avoir mis la main sur des voitures de sport d'occasion au cours d'une vente aux enchères, ils prennent le volant pour se lancer dans un road rip à travers Honshu, la plus grande île japonaise. Rory, lui, s'interroge sur la surprenante culture automobile nocturne tokyoïte. | -                       | 11 mars 2018        |
| 4 | 200   | Saison 25, épisode 4 |             | Avec un petit coup de main de la NASA, Matt LeBlanc prend le volant de la Dodge Challenger Damon, dotée de la plus puissante accélération au monde. Chris Harris fait une déclaration d'amour à la 2CV Citroën et Rory Reid présente une sélection de quelques remarquables modèles sud-coréens. | Dara Ó Briain, Ed Byrne | 18 mars 2018        |
| 5 | 201   | Saison 25, épisode 5 |             | Matt LeBlanc et Chris Harris se préparent à un nouveau défi : faire prendre de la vitesse à un tracteur sur les routes anglaises. En Italie, après avoir traversé les petites ruelles d'un village à bord du fameux Piaggio Ape, Matt teste une autre voiture italienne, la Ferrari 812 Superfast qui fête la soixante-dixième année de la marque. Rory Reid apprend aux côtés de Sabine à repousser ses limites au volant d'une Chevrolet Camaro ZL1 1LE.                                                        | Vicky McClure           | 25 mars 2018        |
| 6 | 202   | Saison 25, épisode 6 |             | Matt LeBlanc, Chris Harris et Rory Reid testent les derniers modèles de SUV d'une façon originale : une course est organisée à la manière des concours hippiques. En France, Chris retrouve Eddy Jordan dans une course "chaude" au volant d'une Alpine A110. | Jason Manford           | 1er avril 2018      |

### Saison 26
| # | Total | Titre                | Évaluations | Challenges | Invités | Diffusion originale |
| - | ----- | -------------------- | ----------- | --- | ------- | ------------------- |
| 1 | 203   | Saison 26, épisode 1 |             | Matt LeBlanc et Chris Harris font un voyage à travers le Sri Lanka à bord de deux petits tuk-tuks. De retour sur la piste, Chris teste les dernières Super Salon de BMW et Mercedes, tandis que Professeur Green fait un tour de piste au volant d'une Reasonably Fast Car. |         |                     |
| 2 | 204   | Saison 26, épisode 2 |             | |         |                     |
| 3 | 205   | Saison 26, épisode 3 |             | |         |                     |
| 4 | 206   | Saison 26, épisode 4 |             | |         |                     |
| 5 | 207   | Saison 26, épisode 5 |             | |         |                     |